# Saosjornoje (Kaliningrad, Krasnosnamensk)
 Saosjornoje (russisch Заозёрное, deutsch Jänischken, 1938 bis 1945 Hansruh, litauisch Geniškiai oder Tutliai) ist eine Siedlung in der russischen Oblast Kaliningrad. Sie gehört zur kommunalen Selbstverwaltungseinheit Munizipalkreis Krasnosnamensk im Rajon Krasnosnamensk.

## Geographische Lage
Saosjornoje liegt 22 Kilometer südwestlich der Rajonstadt Krasnosnamensk (Lasdehnen/Haselberg) und 14 Kilometer westlich der früheren Kreisstadt Dobrowolsk (Pillkallen/Schloßberg) an einem Landweg, der von Fewralskoje (Spullen) bis zur Ortsstelle des untergegangenen Dorfes Dragupönen (1938 bis 1945: Dreihornswalde, russisch: Murawjowo) führt. Eine Bahnanbindung gibt es nicht.

## Geschichte

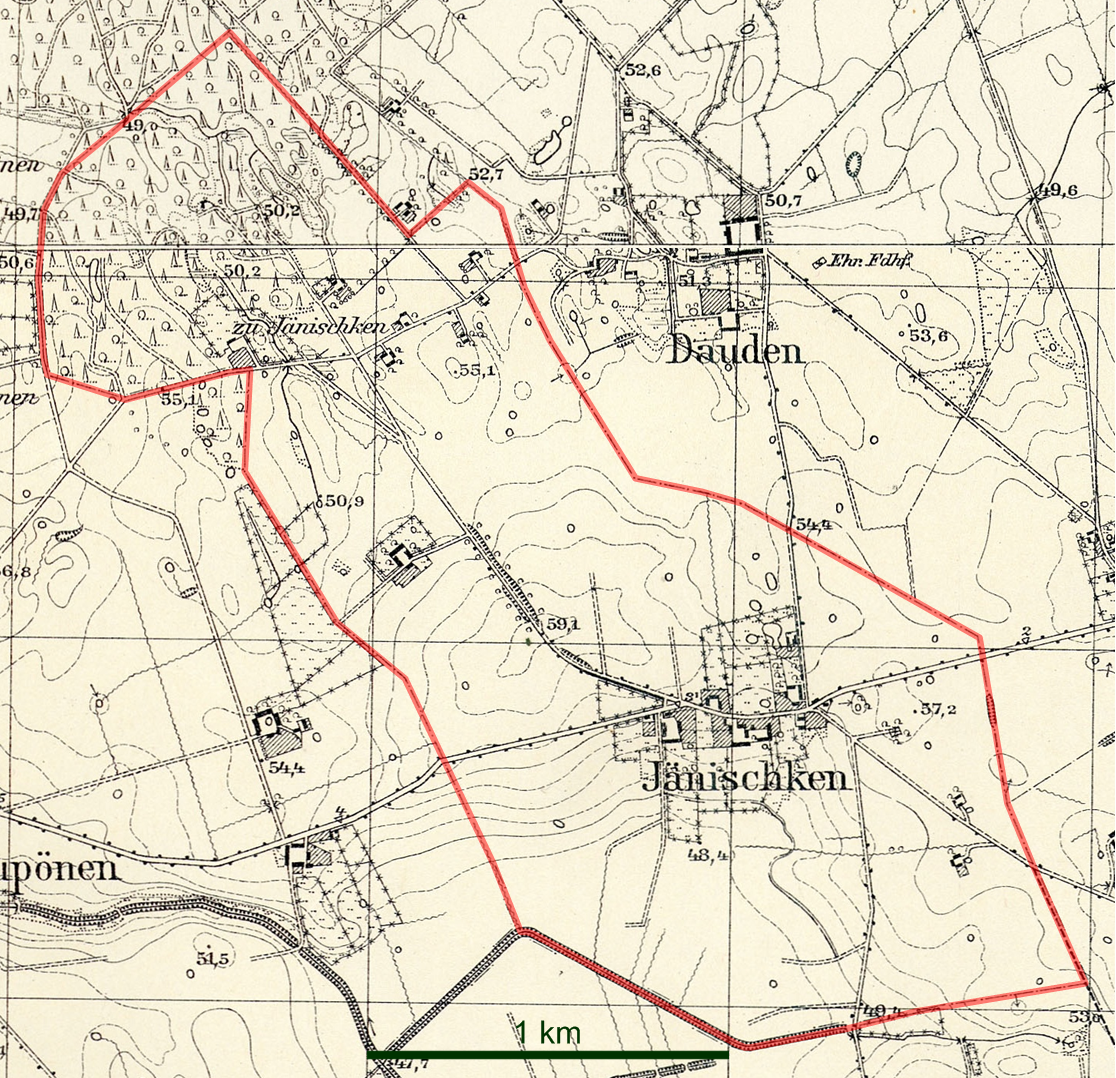
Die Gemeinde Jänischken auf zwei Messtischblättern von 1935 und 1936

Der zunächst Tutteln oder Tuttlen genannte Ort wurde im Jahre 1664 erstmals urkundlich erwähnt. Um 1780 wurde das nun Gönischken genannte als königliches Bauerndorf bezeichnet. 1874 wurde die Landgemeinde Jänischken in den neu gebildeten Amtsbezirk Spullen im Kreis Pillkallen eingeordnet. 1938 wurde Jänischken in Hansruh umbenannt.
Im Jahr 1945 kam der Ort in Kriegsfolge mit dem nördlichen Ostpreußen zur Sowjetunion. Im Jahr 1950 erhielt er die russische Bezeichnung Saosjornoje und wurde gleichzeitig dem Dorfsowjet Wesnowski selski Sowet im Rajon Krasnosnamensk zugeordnet. Von 2008 bis 2015 gehörte Saosjornoje zur Landgemeinde Wesnowskoje selskoje posselenije, von 2016 bis 2021 zum Stadtkreis Krasnosnamensk und seither zum Munizipalkreis Krasnosnamensk.

### Einwohnerentwicklung
| Jahr | Einwohner | Bemerkungen                 |
| ---- | --------- | --------------------------- |
| 1867 | 177       |                             |
| 1871 | 153       |                             |
| 1885 | 167       |                             |
| 1905 | 180       | davon 21 litauischsprachige |
| 1910 | 132       |                             |
| 1933 | 152       |                             |
| 1939 | 133       |                             |
| 1984 | ~ 90      |                             |
| 2002 | 6         |                             |
| 2010 | 11        |                             |
| 2021 | 9         |                             |

## Kirche
Die überwiegende Mehrheit der Bevölkerung Jänischkens resp. Hansruhs war vor 1945 evangelischer Konfession. Das Dorf war in das Kirchspiel der Dorfkirche Kussen eingepfarrt und gehörte somit zum Kirchenkreis Pillkallen (Schloßberg) in der Kirchenprovinz Ostpreußen der Kirche der Altpreußischen Union. Heute liegt Saosjornoje im Einzugsbereich der in den 1990er Jahren neu entstandenen evangelisch-lutherischen Gemeinde in Sabrodino (Lesgewangminnen, 1938 bis 1946 Lesgewangen) innerhalb der Propstei Kaliningrad (Königsberg) der Evangelisch-lutherischen Kirche Europäisches Russland.